# Live Beyond the Spheres
Live Beyond the Spheres je třetí koncertní album německé powermetalové hudební skupiny Blind Guardian. Bylo vydáno 7. července 2017 vydavatelstvím Nuclear Blast jako 3 CD nebo 4 LP a obsahuje materiál nahraný na různých koncertech během evropského turné k albu Beyond the Red Mirror (2015). Celkově se jedná o záznamy z přibližně devíti nebo deseti koncertů.

## Seznam skladeb
Všechny skladby napsal(i) Blind Guardian. 
| CD 1           | CD 1                       | CD 1  |
| Pořadí         | Název                      | Délka |
| -------------- | -------------------------- | ----- |
| 1.             | The Ninth Wave             | 10:23 |
| 2.             | Banish from Sanctuary      | 6:09  |
| 3.             | Nightfall                  | 6:33  |
| 4.             | Prophecies                 | 5:40  |
| 5.             | Tanelorn                   | 6:28  |
| 6.             | The Last Candle            | 8:11  |
| 7.             | And Then There Was Silence | 15:48 |
| Celková délka: | Celková délka:             | 59:12 |

| CD 2           | CD 2                             | CD 2  |
| Pořadí         | Název                            | Délka |
| -------------- | -------------------------------- | ----- |
| 1.             | The Lord of the Rings            | 5:12  |
| 2.             | Fly                              | 5:58  |
| 3.             | Bright Eyes                      | 5:42  |
| 4.             | Lost in the Twilight Hall        | 6:55  |
| 5.             | Imaginations from the Other Side | 7:43  |
| 6.             | Into the Storm                   | 4:33  |
| 7.             | Twilight of the Gods             | 5:57  |
| 8.             | A Past and Future Secret         | 4:26  |
| 9.             | And the Story Ends               | 7:11  |
| Celková délka: | Celková délka:                   | 53:37 |

| CD 3           | CD 3                            | CD 3  |
| Pořadí         | Název                           | Délka |
| -------------- | ------------------------------- | ----- |
| 1.             | Sacred Worlds                   | 7:59  |
| 2.             | The Bard’s Song (In The Forest) | 4:36  |
| 3.             | Valhalla                        | 8:35  |
| 4.             | Wheel of Time                   | 9:33  |
| 5.             | Majesty                         | 8:39  |
| 6.             | Mirror Mirror                   | 6:46  |
| Celková délka: | Celková délka:                  | 46:08 |

## Obsazení
- Hansi Kürsch – zpěv
- André Olbrich – kytary
- Marcus Siepen – kytary
- Frederik Ehmke – bicí

Koncertní členové
- Barend Courbois – basová kytara
- Mi Schüren – klávesy

Technická podpora
- Andrea Christen – přebal alba
- Charlie Bauerfeind – mixing
- Darcy Proper – mastering
- Sascha Helmstädt – nahrávání
- Peter Brand – nahrávání
- Felix Olschewski – design bookletu
- Hans-Martin Issler – fotografie
- Rodrigo Simas – fotografie